# Eric Close

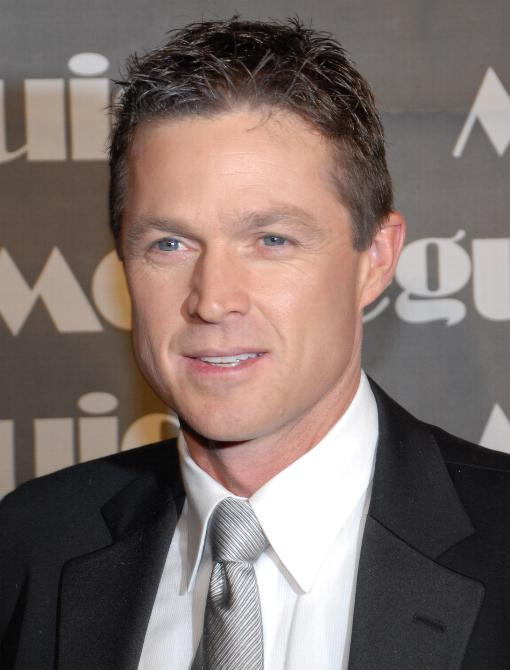
Eric Close (2008)

Eric Close (* 24. Mai 1967 in Staten Island, New York) ist ein US-amerikanischer Schauspieler. Seinen ersten großen Erfolg feierte er in der Seifenoper California Clan, international bekannt wurde er mit  Dark Skies – Tödliche Bedrohung, der Mystery-Miniserie Taken von Steven Spielberg sowie der Krimiserie Without a Trace – Spurlos verschwunden.

## Leben
Close ist der älteste von drei Brüdern. Als er sieben Jahre alt war, ließ sich seine Familie in San Diego nieder, nachdem sie vorher bereits in Indiana und Michigan gelebt hatte. 1989 machte er seinen Abschluss in Kommunikationswissenschaften an der University of Southern California. 
1991 erhielt er seine erste, namenlose Fernsehrolle. Im Zeitraum von 1992 bis 2000 gehörte er zu den Stammbesetzungen von sechs Fernsehserien, denen jedoch allen keine lange Laufzeit beschieden war. Bekannt wurde Close durch die Science-Fiction-Serie Dark Skies – Tödliche Bedrohung und die Mystery-Miniserie Taken von Steven Spielberg.
Seinen Durchbruch als Schauspieler hatte er als Special Agent Martin Fitzgerald in der von 2002 bis 2009 produzierten Serie Without a Trace – Spurlos verschwunden über eine Spezialabteilung des FBI in New York, die Vermisstenfälle aufklärt.
Close ist seit 1995 verheiratet und lebt mit seiner Frau und zwei gemeinsamen Töchtern in Los Angeles.

## Filmografie (Auswahl)
- 1991: Ein schreckliches Geheimnis (Keeping Secrets)
- 1991: MacGyver (Fernsehserie, Folge 7x04)
- 1992: Major Dad (Fernsehserie, Folge 3x20)
- 1992: Das Gesetz der Gewalt (American Me)
- 1992–1993: California Clan (Santa Barbara, Fernsehserie, 83 Folgen)
- 1994: Hercules und das vergessene Königreich (Hercules and the Lost Kingdom, Fernsehfilm)
- 1995–1996: Ein Strauß Töchter (Sisters, Fernsehserie, 15 Folgen)
- 1996: Dark Skies – Tödliche Bedrohung (Dark Skies, Fernsehserie, 19 Folgen)
- 1998–2000: Die glorreichen Sieben (The Magnificent Seven, Fernsehserie, 22 Folgen)
- 1999–2000: Future Man (Now and Again, Fernsehserie, 22 Folgen)
- 2002: Taken (Steven Spielberg Presents Taken, Miniserie, 4 Folgen)
- 2002–2009: Without a Trace – Spurlos verschwunden (Without a Trace, Fernsehserie, 160 Folgen)
- 2005: Painkiller Jane
- 2010: Criminal Minds (Fernsehserie, Folge 5x23)
- 2011: Chaos (Fernsehserie, 13 Folgen)
- 2011: American Horror Story (Fernsehserie, 2 Folgen)
- 2011–2015: Suits (Fernsehserie, 6 Folgen)
- 2012: Law & Order: Special Victims Unit (Fernsehserie, Folge 13x20)
- 2012–2017: Nashville (Fernsehserie, 68 Folgen)
- 2014: American Sniper
- 2019: Angel Falls: Eine Bilderbuch-Weihnacht